# Санта Тереза Галура
Са̀нта Терѐза Га̀лура (на италиански: Santa Teresa Gallura; на сардински: Lungòne, Лунгоне, на местен диалект Lungoni, Лунгони) е градче и община в Южна Италия, провинция Сасари, автономен регион и остров Сардиния. Разположено е на 40 m надморска височина. Населението на общината е 5211 души (към 2013 г.).